# Associazione Sportiva Lucchese Libertas 1993-1994
Questa voce comprende le informazioni relative all'Lucchese per la stagione 1993-1994, che in quell'anno militava in Serie B.

## Stagione
Nella stagione 1993-1994 la Lucchese disputa il campionato cadetto, ottiene il decimo posto con 37 punti in classifica. La squadra rossonera è affidata all'allenatore Eugenio Fascetti, raccoglie 20 punti nel girone di andata alle spalle delle più forti, nel girone di ritorno perde alcune posizioni, raggiungendo una tranquilla salvezza. Miglior marcatore stagionale Massimo Rastelli autore di 10 reti, delle quali una in Coppa Italia e nove in campionato. Nella Coppa Italia la Lucchese ha superato nel primo turno il Leffe, nel secondo turno è stata superata dall'Inter, con la parziale soddisfazione di vincere (2-1) la gara interna.

## Rosa
| N. |                   | Ruolo | Calciatore         |
| -- | ----------------- | ----- | ------------------ |
|    | Italia (bandiera) | P     | Paolo Di Sarno     |
|    | Italia (bandiera) | P     | Davide Quironi     |
|    | Italia (bandiera) | D     | Gabriele Baraldi   |
|    | Italia (bandiera) | D     | Stefano Bettarini  |
|    | Italia (bandiera) | D     | Andrea Capecchi    |
|    | Italia (bandiera) | D     | Giandomenico Costi |
|    | Italia (bandiera) | D     | Bruno Russo        |
|    | Italia (bandiera) | D     | Mirko Taccola      |
|    | Italia (bandiera) | D     | Sandro Vignini     |
|    | Italia (bandiera) | C     | Marcello Albino    |

| N. |                   | Ruolo | Calciatore           |
| -- | ----------------- | ----- | -------------------- |
|    | Italia (bandiera) | C     | Luca Altomare        |
|    | Italia (bandiera) | C     | Eusebio Di Francesco |
|    | Italia (bandiera) | C     | Oliviero Di Stefano  |
|    | Italia (bandiera) | C     | Alessandro Ferronato |
|    | Italia (bandiera) | C     | Jimmy Fialdini       |
|    | Italia (bandiera) | C     | Silvio Giusti        |
|    | Italia (bandiera) | C     | Francesco Monaco     |
|    | Italia (bandiera) | A     | Roberto Paci         |
|    | Italia (bandiera) | A     | Andrea Pistella      |
|    | Italia (bandiera) | A     | Massimo Rastelli     |

## Risultati

### Serie B

#### Girone di andata
| Arbitro: | Borriello (Mantova) |

|                |           |               |
| Di Stefano 45’ | Marcatori | 20’ Tovalieri |

| Arbitro: | Fucci (Salerno) |

|          |           |                       |
| Bivi 75’ | Marcatori | 49’ Rastelli 54’ Paci |

| Arbitro: | Tombolini (Ancona) |

|              |           |  |
| B. Russo 24’ | Marcatori |  |

| Arbitro: | Bettin (Padova) |

|                              |           |                 |
| Hagi 34’ Di Sarno 39’ (aut.) | Marcatori | 25’ (rig.) Paci |

| Arbitro: | Brignoccoli (Ancona) |

|                   |           |  |
| Chiesa 87’ (rig.) | Marcatori |  |

| Lucca 3 ottobre 1993 6ª giornata | Lucchese          | 0 – 0 | Vicenza | Stadio Porta Elisa\| Arbitro: \| Bonfrisco (Monza) \| |
| Arbitro:                         | Bonfrisco (Monza) |       |         |                                                       |

| Arbitro: | Cardona (Milano) |

|                            |           |                      |
| Scarafoni 20’ Dolcetti 30’ | Marcatori | 40’ Vignini 83’ Paci |

| Arbitro: | Franceschini (Bari) |

|              |           |  |
| Rastelli 69’ | Marcatori |  |

| Arbitro: | Beschin (Legnago) |

|                         |           |  |
| Rastelli 13’ Albino 62’ | Marcatori |  |

| Pisa 31 ottobre 1993 10ª giornata | Pisa             | 0 – 0 | Lucchese | Stadio Arena Garibaldi\| Arbitro: \| Baldas (Trieste) \| |
| Arbitro:                          | Baldas (Trieste) |       |          |                                                          |

| Arbitro: | Racalbuto (Gallarate) |

|                                  |           |                                |
| Rastelli 78’ (rig.) Pistella 85’ | Marcatori | 47’ (rig.) Longhi 84’ Montrone |

| Arbitro: | Franceschini (Bari) |

|                   |           |             |
| D. Pellegrini 41’ | Marcatori | 59’ Taccola |

| Lucca 28 novembre 1993 13ª giornata | Lucchese           | 0 – 0 | Ascoli | Stadio Porta Elisa\| Arbitro: \| Bolognino (Milano) \| |
| Arbitro:                            | Bolognino (Milano) |       |        |                                                        |

| Arbitro: | Pellegrino (Barcellona Pozzo di Gotto) |

|                |           |                     |
| Insanguine 72’ | Marcatori | 45’ (rig.) Rastelli |

| Arbitro: | Rosica (Roma) |

|                       |           |  |
| Rastelli 66’ Paci 77’ | Marcatori |  |

| Arbitro: | Lana (Torino) |

|             |           |  |
| Rizzolo 60’ | Marcatori |  |

| Arbitro: | Pairetto (Nichelino) |

|          |           |              |
| Paci 89’ | Marcatori | 9’ Batistuta |

| Arbitro: | Fucci (Salerno) |

|                                               |           |                     |
| Caccia 15’ Agostini 20’ (rig.) Centofanti 86’ | Marcatori | 68’ (rig.) Rastelli |

| Lucca 16 gennaio 1994 19ª giornata | Lucchese        | 0 – 0 | Venezia | Stadio Porta Elisa\| Arbitro: \| Treossi (Forlì) \| |
| Arbitro:                           | Treossi (Forlì) |       |         |                                                     |

#### Girone di ritorno
| Arbitro: | Cinciripini (Ascoli Piceno) |

|                                |           |  |
| Alessio 15’ Tovalieri 21’, 62’ | Marcatori |  |

| Arbitro: | Rosica (Roma) |

|                   |           |  |
| Pistella 63’, 90’ | Marcatori |  |

| Arbitro: | Nepi (Viterbo) |

|                                        |           |                     |
| B. Russo 29’ (aut.) Baraldi 38’ (aut.) | Marcatori | 49’ (rig.) Pistella |

| Arbitro: | Rodomonti (Teramo) |

|              |           |           |
| Rastelli 31’ | Marcatori | 35’ Sabau |

| Lucca 20 febbraio 1994 24ª giornata | Lucchese         | 0 – 0 | Modena | Stadio Porta Elisa\| Arbitro: \| Cardona (Milano) \| |
| Arbitro:                            | Cardona (Milano) |       |        |                                                      |

| Vicenza 27 febbraio 1994 25ª giornata | Vicenza       | 0 – 0 | Lucchese | Stadio Romeo Menti\| Arbitro: \| Lana (Torino) \| |
| Arbitro:                              | Lana (Torino) |       |          |                                                   |

| Arbitro: | Fucci (Salerno) |

|  |           |               |
|  | Marcatori | 78’ Scarafoni |

| Arbitro: | Franceschini (Bari) |

|             |           |  |
| Baldini 74’ | Marcatori |  |

| Monza 27 marzo 1994 28ª giornata | Monza          | 0 – 0 | Lucchese | Stadio Brianteo\| Arbitro: \| Nepi (Viterbo) \| |
| Arbitro:                         | Nepi (Viterbo) |       |          |                                                 |

| Arbitro: | Luci (Firenze) |

|              |           |  |
| B. Russo 52’ | Marcatori |  |

| Arbitro: | Racalbuto (Gallarate) |

|               |           |  |
| Galderisi 61’ | Marcatori |  |

| Arbitro: | Treossi (Forlì) |

|              |           |            |
| Pistella 65’ | Marcatori | 80’ Lunini |

| Ascoli Piceno 24 aprile 1994 32ª giornata | Ascoli           | 0 – 0 | Lucchese | Stadio Cino e Lillo Del Duca\| Arbitro: \| Cardona (Milano) \| |
| Arbitro:                                  | Cardona (Milano) |       |          |                                                                |

| Arbitro: | Lana (Torino) |

|                            |           |                              |
| Di Stefano 16’ Taccola 87’ | Marcatori | 28’ (rig.) Masolini 41’ Ripa |

| Arbitro: | Amendolia (Messina) |

|                    |           |                  |
| Baraldi 10’ (aut.) | Marcatori | 34’ (aut.) Monza |

| Lucca 15 maggio 1994 35ª giornata | Lucchese          | 0 – 0 | Palermo | Stadio Porta Elisa\| Arbitro: \| Beschin (Legnago) \| |
| Arbitro:                          | Beschin (Legnago) |       |         |                                                       |

| Arbitro: | Bolognino (Milano) |

|                   |           |              |
| Baiano 61’ (rig.) | Marcatori | 13’ Altomare |

| Arbitro: | Nepi (Viterbo) |

|                               |           |  |
| Mazzarano 28’ (aut.) Paci 33’ | Marcatori |  |

| Arbitro: | Treossi (Forlì) |

|                                                                     |           |                                    |
| Dal Moro 32’ R. Rossi 41’ Cerbone 52’ (rig.) Di Già 78’ Mariani 86’ | Marcatori | 33’ Rastelli 43’ Altomare 90’ Paci |

### Coppa Italia

#### Primo Turno
| Arbitro: | Pacifici (Roma) |

|                   |           |                                              |
| Balesini 76’, 80’ | Marcatori | 1’ Di Stefano 60’ (rig.) Paci 90+2’ B. Russo |

#### Secondo Turno
| Arbitro: | Arena (Ercolano) |

|                                    |           |  |
| Battistini 52’ Bergkamp 58’ (rig.) | Marcatori |  |

| Arbitro: | Trentalange (Torino) |

|                         |           |              |
| Rastelli 17’ Albino 19’ | Marcatori | 79’ Shalimov |

## Statistiche

### Statistiche di squadra
| Competizione | Punti | In casa | In casa | In casa | In casa | In casa | In casa | In trasferta | In trasferta | In trasferta | In trasferta | In trasferta | In trasferta | Totale | Totale | Totale | Totale | Totale | Totale | DR |
| Competizione | Punti | G       | V       | N       | P       | Gf      | Gs      | G            | V            | N            | P            | Gf           | Gs           | G      | V      | N      | P      | Gf     | Gs     | DR |
| ------------ | ----- | ------- | ------- | ------- | ------- | ------- | ------- | ------------ | ------------ | ------------ | ------------ | ------------ | ------------ | ------ | ------ | ------ | ------ | ------ | ------ | -- |
| Serie B      | 37    | 19      | 7       | 11      | 1       | 19      | 9       | 19           | 1            | 10           | 8            | 15           | 26           | 38     | 8      | 21     | 9      | 34     | 35     | -1 |
| Coppa Italia | -     | 1       | 1       | 0       | 0       | 2       | 1       | 2            | 1            | 0            | 1            | 3            | 4            | 3      | 2      | 0      | 1      | 6      | 4      | +2 |
| Totale       | -     | 20      | 8       | 11      | 1       | 21      | 10      | 21           | 2            | 10           | 9            | 18           | 30           | 41     | 10     | 21     | 10     | 40     | 39     | +1 |

### Andamento in campionato
| Giornata  | 1 | 2 | 3 | 4 | 5 | 6 | 7 | 8 | 9 | 10 | 11 | 12 | 13 | 14 | 15 | 16 | 17 | 18 | 19 | 20 | 21 | 22 | 23 | 24 | 25 | 26 | 27 | 28 | 29 | 30 | 31 | 32 | 33 | 34 | 35 | 36 | 37 | 38 |
| --------- | - | - | - | - | - | - | - | - | - | -- | -- | -- | -- | -- | -- | -- | -- | -- | -- | -- | -- | -- | -- | -- | -- | -- | -- | -- | -- | -- | -- | -- | -- | -- | -- | -- | -- | -- |
| Luogo     | C | T | C | T | T | C | T | C | C | T  | C  | T  | C  | T  | C  | T  | C  | T  | C  | T  | C  | T  | C  | C  | T  | C  | T  | T  | C  | T  | C  | T  | C  | T  | C  | T  | C  | T  |
| Risultato | N | V | V | P | P | N | N | V | V | N  | N  | N  | N  | N  | V  | P  | N  | P  | N  | P  | V  | P  | N  | N  | N  | P  | P  | N  | V  | N  | N  | N  | N  | N  | N  | N  | V  | P  |
| Posizione | 8 | 5 | 2 | 7 | 9 | 9 | 9 | 8 | 8 | 7  | 6  | 6  | 6  | 5  | 5  | 5  | 5  | 9  | 9  | 11 | 9  | 10 | 11 | 11 | 10 | 11 | 12 | 12 | 10 | 11 | 11 | 11 | 11 | 11 | 11 | 11 | 10 | 10 |

Legenda:

Luogo: C = Casa; T = Trasferta. Risultato: V = Vittoria; N = Pareggio; P = Sconfitta.